# طال ستافورد
طال ستافورد (بالإنجليزية: Tal Stafford)‏ هو لاعب كرة قدم أمريكية أمريكي، ولد في 1890 في رالي في الولايات المتحدة، وتوفي في 24 مايو 1967 في سانت بيترسبرغ في الولايات المتحدة.

## وصلات خارجية
- طال ستافورد على موقعبيزبول رفرنس.كوم (الدوري الثانوي) (الإنجليزية)
- طال ستافورد على موقع كلية كرة السلة في سبورتس رفرنس.كوم (الإنجليزية)